# شهرستان سولانو (کالیفرنیا)
شهرستان سولانو شهرستانی واقع در منطقهٔ دلتایی خلیجی ایالت کالیفرنیا در آمریکا می‌باشد. نیمی از آن بین سانفرانسیسکو و ساکرامنتو واقع شده‌است و یکی از نه شهرستان منطقه خلیج سانفرانسیسکو می‌باشد. مطابق با سرشماری سال ۲۰۰۰ جمعیت این شهرستان معادل ۳۹۴٬۵۴۲ نفر می‌باشد. بخشداری این شهرستان در فیرفیلد قرار دارد.